# Elecciones municipales de Chachapoyas de 2022
Las elecciones municipales de Chachapoyas de 2022 se llevaron a cabo el 2 de octubre de 2022 para elegir al alcalde y al Concejo Provincial de Chachapoyas para el periodo 2023-2026. La elección se celebró simultáneamente con elecciones regionales y municipales (provinciales y distritales) en todo el Perú.
Sentimiento Amazonense Regional, liderado por Percy Zuta, obtuvo su segunda victoria consecutiva en las elecciones provinciales, aumentando significativamente su apoyo y logrando una amplia ventaja sobre Mario Torrejón, de Victoria Amazonense, quien ocupó el segundo lugar. Este triunfo representó el segundo mayor número de votos obtenidos por una candidatura provincial en la historia electoral de Chachapoyas. Además, la elección marcó el regreso de los partidos nacionales al escenario local: por primera vez desde 2006, lograron representación en el concejo provincial. Renovación Popular, con Fernando Santillán como candidato, y Juntos por el Perú, encabezado por Wilmer Durán, consiguieron escaños, destacando el retorno de un partido de izquierda al concejo provincial tras 16 años.
Aunque Victoria Amazonense quedó en segundo lugar en la elección provincial, se consolidó como la fuerza política más votada y con mayor control territorial a nivel distrital, ganando en ocho de los veinte distritos de la provincia. Esto relegó a Sentimiento Amazonense Regional al segundo lugar en el ámbito distrital, con el control de seis comunas, incluidas La Jalca y Molinopampa, el segundo y tercer distrito más poblado, respectivamente. Los partidos nacionales, ausentes en las elecciones distritales previas, recuperaron terreno: Renovación Popular triunfó en dos distritos, incluido Leimebamba, el distrito más poblado, mientras que Alianza para el Progreso, a pesar de obtener un menor número de votos, logró imponerse en cuatro distritos.

## Sistema electoral
La Municipalidad Provincial de Chachapoyas es el órgano administrativo y de gobierno de la provincia de Chachapoyas. Está compuesta por el alcalde y el Concejo Provincial.
La votación del alcalde y el concejo se realiza en base al sufragio universal, que comprende a todos los ciudadanos nacionales mayores de dieciocho años, empadronados y residentes en la provincia de Chachapoyas y en pleno goce de sus derechos políticos, así como a los ciudadanos no nacionales residentes y empadronados en la provincia de Chachapoyas. No hay reelección inmediata de alcaldes.
El Concejo Provincial de Chachapoyas está compuesto por 9 regidores elegidos por sufragio directo para un período de cuatro (4) años, en forma conjunta con la elección del alcalde (quien lo preside). La votación es por lista cerrada y bloqueada. Se asigna a la lista ganadora los escaños según el método d'Hondt o la mitad más uno, lo que más le favorezca. Es elegido como alcalde el candidato que ocupe el primer lugar de la lista que haya obtenido la más alta votación.

## Composición del Concejo Provincial de Chachapoyas
La siguiente tabla muestra la composición del Concejo Provincial de Chachapoyas antes de las elecciones.
| Partidos | Partidos                                       | Regidores |
| -------- | ---------------------------------------------- | --------- |
|          | Sentimiento Amazonense Regional                | 6         |
|          | Movimiento Regional Amazonense Unidos al Campo | 1         |
|          | Movimiento Regional Fuerza Amazonense          | 1         |
|          | Movimiento Independiente Surge Amazonas        | 1         |

## Elecciones internas
Los partidos políticos realizaron la convocatoria a elecciones internas (15–22 de enero de 2022) para definir a los candidatos de sus organizaciones en listas cerradas y bloqueadas. Se sometieron a elección las candidaturas a:
- Alcaldía Provincial de Chachapoyas (1 candidatura).
- Concejo Provincial de Chachapoyas (9 candidaturas).
- Alcaldías distritales de Chachapoyas (20 candidaturas).
- Concejos distritales de Chachapoyas (100 candidaturas).

Existen dos modalidades para la organización de las elecciones internas:
- Modalidad de elección directa: con voto universal, libre, voluntario, igual, directo y secreto de los afiliados. Fue la modalidad utilizada por Sentimiento Amazonense Regional,[6] Movimiento Regional Amazonense Unidos al Campo,[7] Alianza para el Progreso[8] y el Partido Morado.[9] Las elecciones se realizaron el 15 de mayo de 2022.
- Modalidad de delegados: a través de delegados previamente elegidos mediante voto universal, libre, voluntario, igual, directo y secreto de los afiliados. Fue la modalidad utilizada por Juntos por el Perú,[10] Renovación Popular[11] y Victoria Amazonense.[12] Las elecciones se realizaron el 22 de mayo de 2022.

## Partidos y candidatos
A continuación se muestra una lista de los principales partidos y alianzas electorales que participaron en las elecciones:
| Candidatura | Candidatura | Partidos y alianzas                                              | Candidatos | Candidatos               | Ideología                                                           | Resultado previo | Resultado previo | Ref.   |
| Candidatura | Candidatura | Partidos y alianzas                                              | Candidatos | Candidatos               | Ideología                                                           | Votos (%)        | Reg.             | Ref.   |
| ----------- | ----------- | ---------------------------------------------------------------- | ---------- | ------------------------ | ------------------------------------------------------------------- | ---------------- | ---------------- | ------ |
|             | GH          | Lista - Sentimiento Amazonense Regional (GH)                     |            | Percy Zuta Castillo      | Regionalismo amazonense                                             | 27.04%           | 6                | [ 13 ] |
|             | MORAUAC     | Lista - Movimiento Regional Amazonense Unidos al Campo (MORAUAC) |            | Andersson Lápiz Rojas    | Regionalismo amazonense                                             | 26.71%           | 1                | [ 13 ] |
|             | APP         | Lista - Alianza para el Progreso (APP)                           |            | Lester Díaz Villanueva   | Liberalismo económico Conservadurismo liberal Populismo de derecha  | Nuevo            | Nuevo            | [ 13 ] |
|             | JP          | Lista - Juntos por el Perú (JP)                                  |            | Wilmer Durán Cabrera     | Socialismo democrático Progresismo                                  | Nuevo            | Nuevo            | [ 13 ] |
|             | PM          | Lista - Partido Morado (PM)                                      |            | Olga Tejada Huamán       | Centrismo Republicanismo Progresismo                                | Nuevo            | Nuevo            | [ 13 ] |
|             | RP          | Lista - Renovación Popular (RP)                                  |            | Fernando Santillán Meza  | Ultraconservadurismo Fundamentalismo cristiano Populismo de derecha | Nuevo            | Nuevo            | [ 13 ] |
|             | VA          | Lista - Victoria Amazonense (VA)                                 |            | Mario Torrejón Arellanos | Regionalismo amazonense                                             | Nuevo            | Nuevo            | [ 13 ] |

## Sondeos de opinión
Las siguientes tablas enumeran las estimaciones de la intención de voto en orden cronológico inverso, mostrando las más recientes primero y utilizando las fechas en las que se realizó el trabajo de campo de la encuesta. Cuando se desconocen las fechas del trabajo de campo, se proporciona la fecha de publicación.
Leyenda:
     Sondeo realizado en el periodo de prohibición legal de la difusión de sondeos de intención de voto.

### Intención de voto
La siguiente tabla enumera las estimaciones ponderadas (sin incluir votos en blanco y nulos) de la intención de voto.
|                                |                |     |      |      |      |      |      |      |  |  |  |
| Elecciones municipales de 2022 | 2 oct 2022     | —   | 34.5 | 21.2 | 20.5 | 11.3 | 9.8  | 13.3 |  |  |  |
|                                |                |     |      |      |      |      |      |      |  |  |  |
| Ipsos Perú/América             | 2 oct 2022     | ?   | 36.8 | 18.3 | 20.6 | 13.6 | –    | 16.2 |  |  |  |
| Ipsos Perú/América             | 2 oct 2022     | ?   | 34.2 | 22.9 | 20.6 | 14.1 | –    | 11.3 |  |  |  |
| Global Data Consulting         | 16–19 sep 2022 | 128 | 26.5 | 29.5 | 26.5 | –    | 14.9 | 3.0  |  |  |  |
| Vox Populi                     | 15–17 sep 2022 | ?   | 26.4 | 28.0 | 28.0 | –    | 14.7 | —    |  |  |  |
| Vox Populi                     | 7–9 sep 2022   | ?   | 27.0 | 27.9 | 27.9 | –    | 14.8 | —    |  |  |  |
| Global Data Consulting         | 4–7 sep 2022   | 128 | 27.0 | 28.4 | 27.0 | –    | 14.9 | 1.4  |  |  |  |
| Vox Populi                     | 27–29 ago 2022 | ?   | 27.6 | 27.5 | 27.3 | –    | 15.0 | 0.1  |  |  |  |
| Global Data Consulting         | 19–22 ago 2022 | 128 | 28.0 | 28.0 | 26.6 | –    | 14.7 | —    |  |  |  |
| Global Data Consulting         | 8–11 ago 2022  | 128 | 32.8 | 31.2 | 28.2 | –    | –    | 1.6  |  |  |  |

### Preferencias de voto
La siguiente tabla enumera las preferencias de voto en bruto (incluyendo blancos, viciados y sin respuesta) y no ponderadas.
| Encuestadora/Medio             | Fecha          | Muestra | Percy Zuta | Mario Torrejón | Fernando Santillán | Wilmer Durán | Lester Díaz | B/V  | NS/NO | Dif. |  |  |  |  |
| ------------------------------ | -------------- | ------- | ---------- | -------------- | ------------------ | ------------ | ----------- | ---- | ----- | ---- |  |  |  |  |
| Encuestadora/Medio             | Fecha          | Muestra |            |                |                    |              |             |      |       |      |  |  |  |  |
| Elecciones municipales de 2022 | 2 oct 2022     | —       | 29.9       | 18.3           | 17.7               | 9.8          | 8.5         | 13.4 | –     | 11.6 |  |  |  |  |
|                                |                |         |            |                |                    |              |             |      |       |      |  |  |  |  |
| Global Data Consulting         | 16–19 sep 2022 | 128     | 16.0       | 17.8           | 16.0               | –            | 9.0         | –    | 39.7  | 1.8  |  |  |  |  |
| Vox Populi                     | 15–17 sep 2022 | ?       | 17.9       | 19.0           | 19.0               | –            | 10.0        | –    | 32.1  | —    |  |  |  |  |
| Vox Populi                     | 7–9 sep 2022   | ?       | 16.5       | 17.0           | 17.0               | –            | 9.0         | –    | 39.0  | —    |  |  |  |  |
| Global Data Consulting         | 4–7 sep 2022   | 128     | 15.6       | 16.4           | 15.6               | –            | 8.6         | –    | 42.2  | 0.8  |  |  |  |  |
| Vox Populi                     | 27–29 ago 2022 | ?       | 16.0       | 15.9           | 15.8               | –            | 8.7         | –    | 42.1  | 0.1  |  |  |  |  |
| Global Data Consulting         | 19–22 ago 2022 | 128     | 16.4       | 16.4           | 15.6               | –            | 8.6         | –    | 41.4  | —    |  |  |  |  |
| Global Data Consulting         | 8–11 ago 2022  | 128     | 16.4       | 15.6           | 14.1               | –            | –           | –    | 50.0  | 0.8  |  |  |  |  |

## Resultados

### Sumario general
|                        |                                                          |              |              |              |           |           |
| Partidos y coaliciones | Partidos y coaliciones                                   | Voto popular | Voto popular | Voto popular | Regidores | Regidores |
| Partidos y coaliciones | Partidos y coaliciones                                   | Votos        | %            | +/−          | Total     | +/−       |
|                        | Sentimiento Amazonense Regional (GH)                     | 9,608        | 34.51        | +7.47        | 6         | ±0        |
|                        | Victoria Amazonense (VA)                                 | 5,893        | 21.17        | Nuevo        | 1         | +1        |
|                        | Renovación Popular (RP)                                  | 5,702        | 20.48        | Nuevo        | 1         | +1        |
|                        | Juntos por el Perú (JP)                                  | 3,141        | 11.28        | Nuevo        | 1         | +1        |
|                        | Alianza para el Progreso (APP)                           | 2,730        | 9.80         | n/a          | 0         | ±0        |
|                        | Movimiento Regional Amazonense Unidos al Campo (MORAUAC) | 661          | 2.37         | –24.34       | 0         | –1        |
|                        | Partido Morado (PM)                                      | 108          | 0.39         | Nuevo        | 0         | ±0        |
|                        |                                                          |              |              |              |           |           |
| Total                  | Total                                                    | 27,843       |              |              | 9         | ±0        |
|                        |                                                          |              |              |              |           |           |
| Votos válidos          | Votos válidos                                            | 27,843       | 86.62        | +5.42        |           |           |
| Votos en blanco        | Votos en blanco                                          | 1,669        | 5.19         | –2.94        |           |           |
| Votos nulos            | Votos nulos                                              | 2,632        | 8.19         | –2.48        |           |           |
| Votos emitidos         | Votos emitidos                                           | 32,144       | 76.42        | –2.07        |           |           |
| Abstenciones           | Abstenciones                                             | 9,919        | 23.58        | +2.07        |           |           |
| Votantes registrados   | Votantes registrados                                     | 42,063       |              |              |           |           |
|                        |                                                          |              |              |              |           |           |
| Fuente:                |                                                          |              |              |              |           |           |

### Concejo Provincial de Chachapoyas
| Cargo                              | Autoridad electa       | Partido político | Partido político                |
| ---------------------------------- | ---------------------- | ---------------- | ------------------------------- |
| Alcalde Provincial de Chachapoyas  | Percy Zuta Castillo    |                  | Sentimiento Amazonense Regional |
| Regidora Provincial de Chachapoyas | Zeydi Valdez Ruiz      |                  | Sentimiento Amazonense Regional |
| Regidor Provincial de Chachapoyas  | Óscar Mosquera Reina   |                  | Sentimiento Amazonense Regional |
| Regidora Provincial de Chachapoyas | Saby Escobedo León     |                  | Sentimiento Amazonense Regional |
| Regidor Provincial de Chachapoyas  | Michael Huamán Puerta  |                  | Sentimiento Amazonense Regional |
| Regidora Provincial de Chachapoyas | Karen Tejada Tuesta    |                  | Sentimiento Amazonense Regional |
| Regidora Provincial de Chachapoyas | Silvia Trigoso Chuimes |                  | Sentimiento Amazonense Regional |
| Regidor Provincial de Chachapoyas  | Lucas Merino Vigil     |                  | Victoria Amazonense             |
| Regidora Provincial de Chachapoyas | María Gómez Chuquizuta |                  | Renovación Popular              |
| Regidor Provincial de Chachapoyas  | Wilmer Durán Cabrera   |                  | Juntos por el Perú              |

## Elecciones municipales distritales

### Sumario general
| Partidos y coaliciones | Partidos y coaliciones               | Voto popular | Voto popular | Voto popular | Alcaldías | Alcaldías |
| Partidos y coaliciones | Partidos y coaliciones               | Votos        | %            | +/−          | Total     | +/−       |
| ---------------------- | ------------------------------------ | ------------ | ------------ | ------------ | --------- | --------- |
|                        | Victoria Amazonense (VA)             | 4,702        | 31.35        | Nuevo        | 8         | +8        |
|                        | Sentimiento Amazonense Regional (GH) | 4,360        | 29.07        | –4.76        | 6         | –2        |
|                        | Renovación Popular (RP)              | 2,714        | 18.10        | Nuevo        | 2         | +2        |
|                        | Juntos por el Perú (JP)              | 1,671        | 11.14        | Nuevo        | 0         | ±0        |
|                        | Alianza para el Progreso (APP)       | 1,533        | 10.22        | +4.45        | 4         | +4        |
|                        | Perú Libre (PL)                      | 17           | 0.11         | Nuevo        | 0         | ±0        |
|                        |                                      |              |              |              |           |           |
| Total                  | Total                                | 14,997       |              |              | 20        | ±0        |
|                        |                                      |              |              |              |           |           |
| Votos válidos          | Votos válidos                        | 14,997       | 88.05        | +0.11        |           |           |
| Votos en blanco        | Votos en blanco                      | 1,181        | 6.93         | –0.65        |           |           |
| Votos nulos            | Votos nulos                          | 855          | 5.02         | +0.54        |           |           |
| Votos emitidos         | Votos emitidos                       | 17,033       | 79.68        | –1.52        |           |           |
| Abstenciones           | Abstenciones                         | 4,344        | 20.32        | +1.52        |           |           |
| Votantes registrados   | Votantes registrados                 | 21,377       |              |              |           |           |
|                        |                                      |              |              |              |           |           |
| Fuente:                |                                      |              |              |              |           |           |

### Resultados por distrito
La siguiente tabla enumera el control de los distritos de la provincia de Chachapoyas. El cambio de mando de una organización política se resalta del color de ese partido.
| Distrito                | Alcalde(sa) titular        | Partido político | Partido político                | Alcalde(sa) electo(a)      | Partido político | Partido político                |
| ----------------------- | -------------------------- | ---------------- | ------------------------------- | -------------------------- | ---------------- | ------------------------------- |
| Asunción                | Helda Molinari Trauco      |                  | Surge Amazonas                  | Aníbal Atanacio Vargas     |                  | Alianza para el Progreso        |
| Balsas                  | Segundo Maza Sánchez       |                  | Sentimiento Amazonense Regional | Manuel Espinoza Zamora     |                  | Alianza para el Progreso        |
| Cheto                   | Elita Culquimboz Huamán    |                  | Fuerza Amazonense               | Edwin Rojas Loja           |                  | Victoria Amazonense             |
| Chiliquín               | Jaime Pinedo Sopla         |                  | Surge Amazonas                  | Lázaro Quiroz Chuqui       |                  | Sentimiento Amazonense Regional |
| Chuquibamba             | Hector Díaz Añasco         |                  | Sentimiento Amazonense Regional | Romel Bardales Ortiz       |                  | Sentimiento Amazonense Regional |
| Granada                 | Samuel Canlla Gómez        |                  | Fuerza Amazonense               | Lenin Cieza Fonseca        |                  | Victoria Amazonense             |
| Huancas                 | Wilian Puscan Alva         |                  | Fuerza Amazonense               | Zósimo Meléndez Castillo   |                  | Alianza para el Progreso        |
| La Jalca                | Walter Culqui Velásquez    |                  | Sentimiento Amazonense Regional | Ezequiel Salon Culqui      |                  | Sentimiento Amazonense Regional |
| Leimebamba              | Laynes Silva Vigo          |                  | Surge Amazonas                  | Luis Zumaeta Bardales      |                  | Renovación Popular              |
| Levanto                 | Pablo Vilca Huamán         |                  | Sentimiento Amazonense Regional | Alberto Zuta Alvarado      |                  | Victoria Amazonense             |
| Magdalena               | José Tenorio Tauma         |                  | Surge Amazonas                  | Sandro Aguilar Solsol      |                  | Victoria Amazonense             |
| Mariscal Castilla       | Carmita Maicelo Bustamante |                  | Unidos al Campo                 | Segundo Bustamante Llaja   |                  | Alianza para el Progreso        |
| Molinopampa             | Keni Pinedo Mori           |                  | Sentimiento Amazonense Regional | Eladio Cruz Gongora        |                  | Sentimiento Amazonense Regional |
| Montevideo              | Delmer Vergaray Sanchez    |                  | Sentimiento Amazonense Regional | Mileny Tello Miranda       |                  | Victoria Amazonense             |
| Olleros                 | Carlo Inga Galoc           |                  | Fuerza Amazonense               | Milton Magallan Mixan      |                  | Victoria Amazonense             |
| Quinjalca               | Braulio Goñas Culqui       |                  | Surge Amazonas                  | Wilman Mas Chasquibol      |                  | Sentimiento Amazonense Regional |
| San Francisco de Daguas | Alfredo Gómez Chávez       |                  | Sentimiento Amazonense Regional | Óscar Pinedo Portocarrero  |                  | Victoria Amazonense             |
| San Isidro de Maino     | Víctor Álvarez Orosco      |                  | Surge Amazonas                  | Jhenrry Salón Montoya      |                  | Victoria Amazonense             |
| Soloco                  | Eder Zuta Tochon           |                  | Sentimiento Amazonense Regional | Norbert Santillán Mazuelos |                  | Sentimiento Amazonense Regional |
| Sonche                  | Edinson Palmer Mas         |                  | Fuerza Amazonense               | Segundo García Alvarado    |                  | Renovación Popular              |